# Rose des sables (pâtisserie)
 (mai 2018).
Si vous disposez d'ouvrages ou d'articles de référence ou si vous connaissez des sites web de qualité traitant du thème abordé ici, merci de compléter l'article en donnant les références utiles à sa vérifiabilité et en les liant à la section « Notes et références ».
Pour les articles homonymes, voir Rose des sables (homonymie).
La rose des sables est une pâtisserie d'origine française dont l'aspect est similaire aux roses des sables, roches qui se trouvent principalement dans les déserts. La recette est préparée avec les ingrédients principaux suivants : chocolat fondant, flocons de maïs, sucre en poudre, beurre ou matière grasse végétale.